# Prix Nommo
Pour les articles homonymes, voir Nommo.
Le prix Nommo (Nommo Award) fondé en 2016 est un prix littéraire décerné par la Société africaine de fiction spéculative depuis 2017.
Le prix est nommé d'après le génie ancestral de la mythologie dogon Nommo.
Ce prix récompense les œuvres de fiction spéculative écrites par des auteurs ou autrices africains, définies comme « la science-fiction, la fantasy, les histoires de magie et de croyances traditionnelles, les histoires alternatives, l'horreur et les choses étranges qui pourraient ne pas trouver leur place ailleurs ».

## Historique
Les Nommos sont officiellement annoncés au Festival Aké au Nigeria en novembre 2017, avec également la première cérémonie de remise des prix. L'objectif est ensuite d'alterner le lieu de la cérémonie de remise des prix entre l'Afrique de l'Ouest et l'Afrique de l'Est.
Mame Bougoume Diene en est la porte parole en 2017. Mame Bougouma Diene est un auteur franco-americano-sénégalais basé à Brooklyn, et également le porte-parole de l’African Speculative Fiction Society. Il écrit des chroniques pour Strange Horizons (en), et est éditeur du magazine Omenana.
« La science-fiction est importante parce qu'elle envisage l'avenir de l'Afrique. La fantasy et la fiction basées sur les contes traditionnels sont importantes parce qu'elles nous relient à nos ancêtres. Toutes deux sont importantes pour le développement de l'Afrique. Je voulais m'assurer que l'explosion de la science-fiction africaine obtient la reconnaissance qu'elle mérite. » dit Tom Illube, qui permet grâce à son soutien, d'avoir des prix en argent.

## Catégories de récompenses
Les catégories sont :
- Le prix Ilube du meilleur roman de fiction spéculative d'un Africain – prix 1000 USD[5].
- Le Prix Nommo du meilleur roman de fiction spéculative écrit par un Africain – 500 USD[5].
- Le Prix Nommo de la meilleure nouvelle de fiction spéculative écrite par un Africain – 500 USD[5].
- Le Prix Nommo du meilleur roman graphique de fiction spéculative écrit par des Africains – 1000 USD à partager[5].

## Palmarès
Les gagnants sont cités en premier, suivis par les autres œuvres nommées.

### Roman

#### 2017
Rosewater (en) (Rosewater) par Tade Thompson.
- Blackass par A. Igoni Barrett[8].
- Azotus, The Kingdom par Shadreck Chikoti[8].
- Taty Went West par Nikhil Singh[8].
- Azanian Bridges par Nick Wood[8].

#### 2018
Beasts Made of Night (en) par Tochi Onyebuchi (en)
- Our Memory Like Dust par Gavin Chait[10].
- L'Année du lion (Fever) par Deon Meyer[10].
- Akata Warrior (Akata Warrior) par Nnedi Okorafor[10].
- After the Flare par Deji Bryce Olokotun[10].
- The Real par Masha du Toit[10].

#### 2019
Eau douce (en) (Freshwater) par Akwaeke Emezi.
- De sang et de rage (en) (Children of Blood and Bone) par Tomi Adeyemi[12].
- Knucklebone par Nechama Brodie[12].
- A Spy in Time par Imraan Coovadia[12].
- Empty Monsters par Cat Hellisen[12].
- The Strange par Masha du Toit[12].

#### 2020
David Mogo, Godhunter par Suyi Davies Okungbowa (en).
- Sing Down the Stars par Nerine Dorman[14].
- Triangulum par Masande Ntshanga (en)[14].
- War Girls (en) par Tochi Onyebuchi (en)[14].
- The Old Drift (en) par Namwali Serpell[14].
- Insurrection (en) (The Rosewater Insurrection) par Tade Thompson[14].

#### 2021
The Death of Vivek Oji (en) par Akwaeke Emezi.
- Soul Searching par Stephen Embleton[15].
- Club Ded par Nikhil Singh[15].

#### 2022
The Library of the Dead (en) par T. L. Huchu.
- The Madhouse (en) par TJ Benson[16].
- Les Guerrières au sang doré (The Gilded Ones) par Namina Forna[16].
- Son of the Storm (en) par Suyi Davies Okungbowa (en)[16].
- They Made Us Blood and Fury par Cheryl S. Ntumy[16].
- Far from the Light of Heaven (en)par Tade Thompson[16].

#### 2024
Aucun prix n'ayant été décerné en 2023, les ouvrages publiés en 2022 et 2023 sont éligibles au prix 2024.
Shigidi and the Brass Head of Obalufon par Wole Talabi (en)
- Bones and Runes par Stephen Embleton
- Dazzling par Chịkọdịlị Emelụmadụ
- Warrior of the Wind par Suyi Davies Okungbowa (en)
- Don’t Answer When They Call Your Name par Ukamaka Olisakwe
- Vagabonds! par Eloghosa Osunde

#### 2025
- The Smoke That Thunders par Erhu Kome
- The Incredible Dreams of Garba Dakaskus par Umar Abubakar Sidi
- Dakini Atoll par Nikhil Singh
- Womb City par Tlotlo Tsamaase (en)

### Roman court

#### 2017
Binti (Binti) par Nnedi Okorafor.
- Hell Freezes Over par Mame Bougouma Diène[8].
- The Flying Man of Stone par Dilman Dila (en)[8].
- Ta O'Reva par Muthi Nhlema[8].
- The Last Pantheon par Tade Thompson et Nick Wood[8].

#### 2018
Les Meurtres de Molly Southbourne (The Murders of Molly Southbourne) par Tade Thompson,.
- Fallow par Sofia Samatar[10].
- Binti : Retour (Binti: Home) par Nnedi Okorafor[10].

#### 2019
The Firebird par Nerine Dorman.
- Neid-Fire par Caldon Mull[12].
- La Mascarade nocturne (Binti: The Night Masquerade) par Nnedi Okorafor[12].
- Hard Mary (Hard Mary) par Sofia Samatar[12].

#### 2020
Incompleteness Theories par Wole Talabi (en).
- The Border Keeper par Salle Kerstin[14].
- Weatherman par Caldon Mull[14].

#### 2021
Ife-Iyoku, the Tale of Imadeyunuagbon (en) par Oghenechovwe Donald Ekpeki (en).
- Guardians: The Awakening par David A. Atta[15].
- A Fledgling Abiba par Dilman Dila[15].
- L'Achitecte de la vengeance (en) (Riot Baby) par Tochi Onyebuchi (en)[15].
- The Silence of the Wilting Skin par Tlotlo Tsamaase (en)[15]

#### 2022
Remote Control par Nnedi Okorafor,.
- The Future God of Love par Dilman Dila[16].
- An Exploration of Nicole Otieno’s Early Filmography (1232-1246) par Kola Heyward-Rotimi[16].
- Not Seeing is a Flower par Erhu Kome[16].
- The Abomination par Nuzo Onoh (en)[16].

#### 2024
Aucun prix n'ayant été décerné en 2023, les ouvrages publiés en 2022 et 2023 sont éligibles au prix 2024.
Undulation par Stephen Embleton
- Broken Paradise par Eugen Bacon
- Land of the Awaiting Birth par Oghenechovwe Donald Ekpeki (en) et Joshua Uchenna Omenga
- The Lies of the Ajungo par Moses Ose Utomi

#### 2025
- The Year of Return par Ivana Akotowaa Ofori
- In the Shadow of the Fall par Tobi Ogundiran
- Lost Ark Dreaming par Suyi Davies Okungbowa (en)
- The Practice, the Horizon, and the Chain par Sofia Samatar

### Nouvelle

#### 2017
Who Will Greet You At Home par Lesley Nneka Arimah (en) et The Marriage Plot par Tendai Huchu, (ex æquo).
- Sundown par Innocent Immaculate Acan[8].
- Ndakusuwa par Blaize Kaye[8].
- Wednesday's Story par Wole Talabi (en)[8].

#### 2018
The Regression Test par Wole Talabi (en).
- On the Other Side of the Sea par Nerine Dorman[10].
- A Door Ajar par Sibongile Fisher[10].
- Read Before Use par Chinelo Onwualu (en)[10].
- Snake Story par Henrietta Rose-Innes[10].

#### 2019
The Witching Hour par Oghenechovwe Donald Ekpeki (en).
- Momento Mori par Tiah Marie Beautement[12].
- Njuzu par T. L. Huchu[12].
- Brand New Ways (to lose you over and over again) par Blaize Kaye[12].
- Origami Angels par Derek Lubangakene[12].
- The Luminal Frontier par Biram Mboob[12].
- The Girl Who Stared at Mars par Cristy Zinn[12].

#### 2020
Sin Eater par Chikodili Emelumadu et Tiny Bravery par Ada Nnadi (ex æquo).
- Principles of Balance par Ivana Akotowaa Ofori[14].
- The Haunting of 13 Olúwo Street par Suyi Davies Okungbowa (en)[14].
- Between the Dark and the Dark par Deji Bryce Olukotun[14].
- When We Dream We Are Our God par Wole Talabi (en)[14].

#### 2021
Rat and Finch Are Friends par Innocent Chizaram Ilo et Behind Our Irises par Tlotlo Tsamaase (en) (ex æquo) publiées dans Africanfuturisme : une anthologie.
- The Bend of Water par Tiah Marie Beautement[15].
- Corialis par T. L. Huchu[15].
- The Goatkeeper’s Harvest par Tobi Ogundiran[15].

#### 2022
Masquerade Season par Pemi Aguda.
- O2 Arena par Oghenechovwe Donald Ekpeki (en)[16].
- Shelter par Mbozie Haimbre[16].
- And This Is How to Stay Alive par Shingai Njeri Kagunda[16].
- The Many Lives of an Abiku par Tobi Ogundiran[16].
- The Brother par Makena Onjerika[16].
- An Arc of Electric Skin par Wole Talabi (en)[16].
- Dreamports par Tlotlo Tsamaase (en)[16].

#### 2024
Aucun prix n'ayant été décerné en 2023, les ouvrages publiés en 2022 et 2023 sont éligibles au prix 2024.
A Name Is a Plea and a Prophecy par Gabrielle Emem Harry
- Blackwater Children par Moustapha Mbacké Diop
- Destiny Delayed par Oghenechovwe Donald Ekpeki (en)
- My Mother’s Love par Naomi Eselojor
- Osimiri par Chinaza Eziaghighala
- Like Stars Daring to Shine par Somto Ihezue
- The Way of Baa’gh par Cheryl S. Ntumy
- Loom par Solomon Uhiara

#### 2025
- The Future Ancients par Mwenya Chikwa
- Bodies of Sand and Blood par Plangdi Neple
- Warning Notes from an Annihilator Machine par Damilola Oyedotun
- From Across Time par Chisom Umeh

### Roman graphique

#### 2017
The Corpse Exhibition par divers artistes et auteurs de Chronic No. 3.
- June 12 par Ibrahim Ganiyu, Chike Newman Nwankwo et Akinwade Ayodeji Akinola[8].
- Avonome par Xavier Ighorodje et Stanley Obende[8].
- Might of Guardian Prime par Jide Martin et Toheeb Deen[8].

#### 2018
Lake of Tears par Kwabena Ofei et Setor Fiadzigbey.
- Guardian Prime Genesis par Wale Awelenje et Jide Martin[10].
- Ireti Bidemi par Michael Balogun et Adeleye Yusuf[10].
- Hero Kakere par Tobe Ezeogu et Keith Issac[10].
- Eru par Tobe Ezeogu et Ozo Ezeogu[10].
- Quest of the Sign of the Shining Beast par Robert S. Malan et John Cockshaw[10].

#### 2019
Shuri par Nnedi Okorafor.
- Akissi: Tales of Michief par Marguerite Abouet, Mathieu Sapin, Judith Taboy et Marie Bédrune[12].
- Karmzah par Farida Bedwei et Ravi Allotey[12].
- Eru par Tobe Max Ezeogu et Ozo Ezeogu[12].
- Tàtàshé par Cassandra Mark et Tobe Max Ezeogu[12].
- Kwezi par Loyiso Mkize, Mohale Mashigo et Clyde Beech[12].
- Shaka Rising par Luke Molver[12].
- Black Panther: Long Live the King par Nnedi Okorafor, André Araújo, Mario Del Pennino, Tana Ford et Aaron Covington (en)[12].
- Malika Warrior Queen Part Two par Roye Okupe et Chima Kalu[12].
- Under the Sun par Austine Osas, Abiodun Awodele et Yusuf Temitope[12].
- Rovik par Yvonne Wanyoike, Kendi Mberia et Salim Busuru[12].

#### 2020
Danfo par Morakinyo Araoye (auteur) Ogim Ekpezu (artiste).
- Sanu par Ssentongo Charles[14].
- Hawi par Beserat Debebe et Stanley Obende[14].
- Kami par Mika Hirwa[14].
- Beast from Venus par Kiprop Kimutai et Salim Busuru[14].
- Captain South Africa par Bill Masuku[14].
- Welcome to the Dead World par Bill Masuku[14].
- Nani par Ziki Nelson et Jason Lamy[14].

#### 2021
MoonGirls par Nana Akosua Hanson et AnimaxFYB.
- New Men par Murewa Ayodele et Dotun Akande[15].
- Titan par Mazuba Chimbeza[15].
- Meanwhile… par Qintu Collab[15].
- Alex par Anna Mbale et Mwiche Songolo[15].
- Black Sheep par Mwiche Songolo[15].

#### 2022
Iyanu: Child of Wonder, volume 2 par Roye Okupe et Godwin Akpan.
- The Ijournal par Awele Emili[16].

#### 2024
Aucun prix n'ayant été décerné en 2023, les ouvrages publiés en 2022 et 2023 sont éligibles au prix 2024.
Grimm’s Assistant par Mamode Ogbewele et WindMaker Vol. 1 par Roye Okupe, Sunkanmi Akinboye (illustrations), Toyin Ajetunmobi (couleurs) et Godwin Akpan (artiste de couverture) (ex æquo)
- Die Strandloper par Daniël Hugo

#### 2025
- Akogun: Brutalizer of Gods par Murewa Ayodele, illustré par Dotun Akande
- Celestial Eyes par John Uche et Francis Goodluck
- You Have Ten Years par Murewa Ayodele et Mamode Ogbewele, illustré par Dotun Akande et Samuel Iwunze